# 三氟化钌
三氟化钌是钌的一种氟化物，化学式RuF3。

## 制备
三氟化钌可以由五氟化钌在250 °C时被碘还原而成。
{\displaystyle {\ce {5 RuF5 + I2 -> 5 RuF3 + 2 IF5}}}

## 性质
三氟化钌是不溶于水的深棕色固体，空间群为 R3c (No. 167)。